# Enicospilus marini
Enicospilus marini là một loài tò vò trong họ Ichneumonidae.